# Breeveertien
De Breeveertien is een gebied in de zuidelijke Noordzee dat vrij gelijkmatig veertien vadem (25½ meter) diep was. Het was een buitengewoon grote en opvallend vlakke onderzeese zandbank, maar de bodem is in de loop van de 19e eeuw vervlakt, zodat de Breeveertien niet meer boven de omringende zeebodem uitsteekt. De zandplaat is niet weggespoeld, maar door sedimentatie is de zandplaat met zijn omgeving opgehoogd. Het gebied ligt voor de noordwestkust van Nederland, van Scheveningen tot aan Eierland en Vlieland. De bank lag ten zuiden van de Doggersbank, ruwweg tussen lengtegraad 3°O en 4°30'O en breedtegraad 52°30'N en 53°30'N.

## Toevlucht en wachtruimte

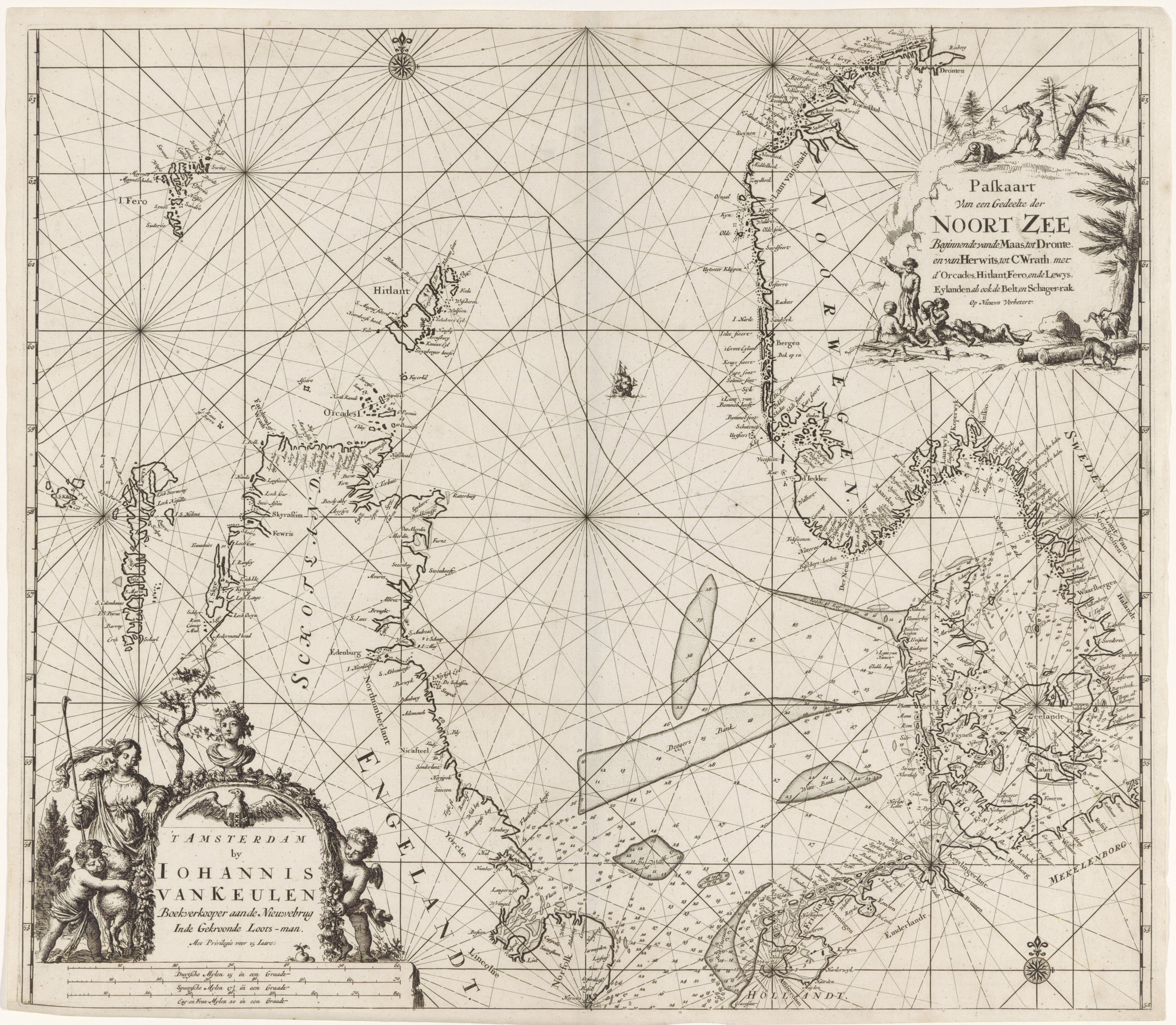
De Noordzee, met de Breeveertien onderaan. Gepubliceerd in De Nieuwe Groote Lichtende Zee-Fakkel, tussen 1681 en 1799.

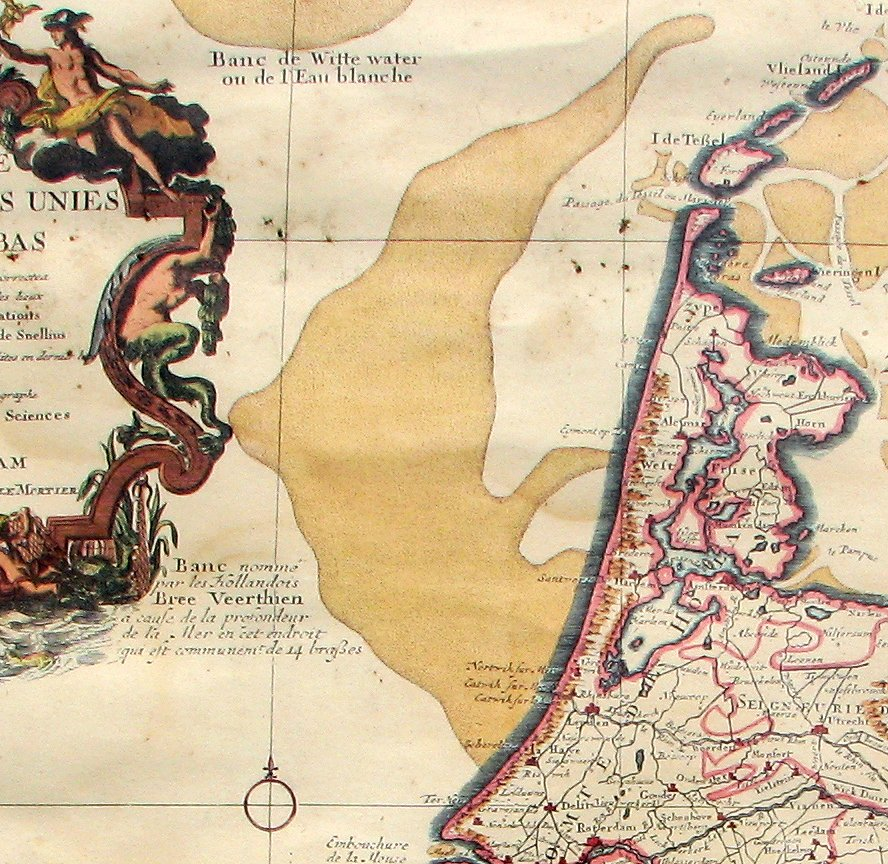
Breeveertien op een Franstalige kaart van Delisle, uitgegeven door Covens en Mortier, Amsterdam (1743)

Kaart van de Britse Admiraliteit uit 1913. Zandbanken zijn aangegeven, maar de Breeveertien niet. De waterdieptes zijn langs de hele Nederlandse kust lager dan op oudere kaarten en er is geen indicatie van de extra diepte voor de Hollandse kust die Van Keulen en Tutein Nolthenius noemen.

De diepte van veertien vadem was zo kenmerkend, dat schippers zich daarmee veilig achtten als zij door slecht zicht de oriëntatie kwijt waren. Gevaar was er als zij een grotere diepte maten, dan waren ze in de geul bij de kust en liepen zij kans te stranden. Bovendien dempte de zandbank de golven van de Noordzee, hoewel het water toch nog meer dan twintig meter diep was. Schepen die buitengaats moesten wachten deden dat bij voorkeur op de Breeveertien. Wanneer bijvoorbeeld vloten en konvooien uitvoeren bij de Rede van Texel moesten ze wachten tot alle schepen afgevaren waren; de Breeveertien was daar de aangewezen plaats voor.

## Historische vermeldingen
Als De Bree Veertien wordt de zandbank in 1653 weergegeven op een paskaart in de Groote lichtende ofte vyerighe Colom. Hij is getekend als een zwierige boog, met dieptes rond de 14 vadem. In 1681 beschrijft Johannes van Keulen de ondiepte in de eerste editie van zijn zee-atlas, de Nieuwe Groote Lichtende Zee-fakkel:
Vier of 5 mylen buyten Texel, leyd de Bree veertien, strekkende met een smalle steert van daer N.O./tot omtrent noorden van Texel, en N.W. van ’t Vlie: zuidwaerts loopt die met de oost zyde tegens Katwyk ofte Schevelingen, maer met de west zyde wel 8 of 9 mylen: dwars van Noortwyck en Katwyk ’t zeewaert is een bank/meest van 14 vadem diep/ op sommige plaetsen wat min of wat meer: tusschen die en ’t land is het weder 18 en 19/ en om de noord 20 vadem diep: als men omtrent het Texel ofte Vlie daer over komt/en weder tegen het land op 16 of 17 vadem so begint men het land te sien.
Ruwweg betekent dit: Vier of vijf (zee)mijl buiten Texel ligt de Breeveertien, met een smalle uitloper naar het noordoosten tot ongeveer ten noorden van Texel en ten noordwesten van het Vlie. In het zuiden loopt de oostkant tot Katwijk aan Zee of Scheveningen. De westzijde ligt wel acht of negen mijl dwarsuit zeewaarts van Noordwijk en Katwijk. In 't algemeen rond de veertien vadem diep, maar bij de kust is het weer achttien of negentien vadem en aan de noordkant twintig. Als men bij Texel of Vlieland over de zandbank vaart en een diepte van zestien of zeventien vadem peilt komt het land in zicht. 
Jacob Colom en Van Keulen tekenen ruwweg dezelfde vorm voor de Breeveertien. Deze en ook de veel grotere Doggersbank worden schematisch aangegeven. 

## Tutein Nolthenius
De waterbouwkundige en schrijver R.P.J. Tutein Nolthenius signaleert aan het begin van de twintigste eeuw een opvallend gebrek aan kaartmateriaal: slechts in 1673, 1773 en 1898 zijn er kaarten uitgekomen die op nieuwe gegevens berusten. De schrijver stelt dat veel uitgevers tot in de tweede helft van de 18e eeuw de kaarten van Colom klakkeloos overnamen. Zelfs 19e-eeuwse cartografen voeren vaak blind op de kaart van Colom uit 1663, ook als zij die niet letterlijk overnamen. 
Dat de Breeveertien op de kaarten van Colom en zijn plagiatoren onterecht tot aan de kust doorloopt wijt hij aan onervarenheid van de kaarttekenaar, niet aan verkeerde gegevens. Tutein Nolthenius noemt de extra diepte voor de kust die Van Keulen ook al signaleerde en die op oude kaarten dus niet getekend is, hoewel hij daar wel via de dieptecijfers aangegeven is. Hij prijst de nauwkeurigheid van Coloms basisgegevens. 
Tussen 1663 en 1763 is de geul tussen zandbank en kust veel breder geworden en heeft hij een naam gekregen: het Duijnker diep. De bank zelf heeft de buitenzijde van zijn boog behouden, maar de binnenkant lag in 1763 veel verder van de kust; van de zandbank is nog maar een richel over. In 1898 was het Duijnker diep al praktisch verdwenen en was de Breeveertien geen zandbank meer, maar grotendeels een onderdeel van de flauwe glooiing van land naar zee; het geheel is sinds 1773 vervlakt. Toch was de genoemde richel er nog wel en de schrijver vraagt zich af of dit een strook van steviger materiaal zoals klei of leem is; ook speculeert hij dat dit als een soort zeewering voor Nederland fungeert. Hij concludeert dat de zandbank niet verdwenen is door wegspoeling, maar dat de omgeving door aanzanding 5½ meter hoger is komen te liggen tussen 1773 en 1898.

## Breeveertien Bekken
De Breeveertien heeft zijn naam verleend aan het Breeveertien Bekken, een geologische structuur onder de Noordzee op ongeveer dezelfde positie.

## Taal
Het toponiem is eenvoudig te verklaren: op een zeekaart was het een ruim gebied met vaak de diepteaanduiding 14. Bree is breed in de ruime zin van uitgestrekt.
De Breeveertien was weliswaar een ondiepte, maar met meer dan voldoende water onder de kiel. De uitdrukking de breeveertien opgaan was aanvankelijk een synecdoche voor uitvaren, de zee op gaan. De zandbank was echter zo bekend de naam een reeks aan connotaties kon aannemen: plaatsen waar men ruim en overvloedig leefde, werden spreekwoordelijk breeveertiens genoemd, maar dit kon ook opgevat worden als zorgeloos en al te gemakkelijk leven. Het Nederlands heeft een verband gelegd met de brede weg die volgens het evangelie volgens Matteus naar de ondergang leidt.
Er zijn in kustdialecten diverse uitdrukkingen die naar dit spectrum verwijzen.
De breeveertien opgaan kan duiden op vertrekken en elders het geluk zoeken; bij meisjes ook op een losbandig leven of prostitutie. Ga de Breeveertien op kan voor kinderen toestemming inhouden om buiten te spelen, maar kan ook scherper gebruikt worden: Maak dat je weg komt! De breeveertien(en) uithangen of laten waaien is leven op grote voet. Dat gaat over de breeveertien betekent dat het buiten de perken en normen gaat. In het West-Vlaams is de breeveertiene goede sier, luxe, vrijheid, vakantie, of ook iemand met brede schouders.